# Кочарян, Сурен Гарникович
Кочарян Сурен Гарникович (арм. Սուրեն Գառնիկի Քոչարյան; 3 мая 1920, Эривань — 25 марта 2010, Харьков) — альтист, дирижер, педагог, заслуженный деятель искусств Украинской ССР, профессор.

## Биография

### Образование
Кочарян Сурен Гарникович (1920—2010) родился 3 мая 1920 г. в Ереване (Армения). В 1927 г. поступил в среднюю школу и окончил её в 1937 г. Также учился по классу скрипки в музыкальной школе, а затем в музыкальном техникуме (г. Ереван) у профессора Д. Н. Лекгера. С 1938 по 1940 г. работал в музыкальной школе им. А. Спендиарова как преподаватель по классу скрипки, а также в оркестре Русского драматического театра г. Еревана.
С мая 1940 г. служил в рядах Советской армии. В годы Великой Отечественной войны участвовал в боях 1-го и 4-го Украинских фронтов в составе 117-й гвардейской стрелковой дивизии и 25-й зенитно-артиллерийской дивизии им. Богдана Хмельницкого.
После демобилизации в ноябре 1945 г. поступил в Киевскую консерваторию им. П. И. Чайковского, где занимался по классу альта у известного педагога-профессора И. Г. Вакса — участника струнного квартета им. Вильома. Окончил консерваторию в 1950 г.

### Работа
В 1945—1947 гг. работал в симфоническом оркестре Украинского радио и телевидения, а в 1948—1950 гг. — в струнном квартете Киевской областной филармонии. После окончания консерватории работал в Киевской музыкальной десятилетке преподавателем по классу альта. В 1953—1961 гг. работал в струнном квартете Республиканской филармонии (ныне квартет им. Н. В. Лысенко). За это время квартет объездил все республики СССР и дал более 500 концертов, с успехом выступал на первой декаде литературы и искусства Украины в концертных залах г. Москвы (1960 г.).
С 1961 г. по 1964 г. С. Г. Кочарян работал старшим преподавателем Киевской консерватории по классу струнного квартета, совмещая эту работу с преподаванием в музыкальной специальной школе-интернате им. Н. В. Лысенко.
В 1964 г. прошёл по конкурсу на должность доцента Харьковского института искусств (ныне Харьковский национальный университет искусств) по кафедре оркестровых струнных инструментов как преподаватель по классу альта. С этого же времени начал работать преподавателем Харьковской средней специальной музыкальной школы-интерната. Работая преподавателем, продолжал исполнительскую деятельность, являясь участником педагогического квартета института, в составе которого работали такие музыканты, как А. Лещинский, Р. Клименская и Й. Гельфенбейн. Этот квартет с успехом выступал не только в Харькове, но и в ряде других городов Украины. Значительное количество произведений, исполненных С. Г. Кочаряном в составе струнных квартетов, были записаны и вошли в Золотой фонд Украинского радио и телевидения.
В 1967 г. в Харьковском институте искусств он организовал камерный оркестр и до конца своей жизни являлся его бессменным художественным руководителем и дирижёром. С этим оркестром выступали многие известные отечественные и зарубежные музыканты: О. Крыса, В. Червов, Б. Которович, М. Сук, Л. Шутко, О. Янченко, Ю. Смирнов, Т. Веркина, А. Юрьев, Р. Попкова, Г. Куперман, М. Могилевский, П. Полухин, В. Соколов, О. Фридман (США), Д. Вальтер (Франция) и мн. др. Оркестр выступал с концертами в Москве, Киеве, Риге, Львове, Полтаве, Сумах, других городах, в республике Мальта. С. Г. Кочарян выступал с оркестром и в качестве исполнителя (в Москве и Харькове). Творчество молодых музыкантов, дирижёра и руководителя оркестра неоднократно отмечалось на конкурсах и фестивалях. Так, оркестр стал лауреатом 1-й премии Национального конкурса, дипломантом международного фестиваля на Мальте, дипломантом международного фестиваля в Киеве, дипломантом фестивалей «Киевская весна», «Молодые голоса», «Золотая осень», «Музыка — наш дом», международного фестиваля «Дни Моцарта в Украине», международного фестиваля «Харьковские ассамблеи» и др.
Репертуар оркестра составляли произведения различных стилей и эпох — от барокко до музыки современных композиторов. Значительное место в нём занимают произведения украинских композиторов, включая композиторов-педагогов Харьковского университета искусств (В. Борисов, Д. Клебанов, И. Ковач, В. Бибик, Н. Стецюн, В. Птушкин). Многие из произведений харьковских композиторов для камерного оркестра посвящены С. Г. Кочаряну, который был их первым интерпретатором.
С. Г. Кочарян также был преподавателем по классу квартета. За время преподавания в консерватории он подготовил 60 альтистов, которые работают в оркестрах и учебных заведениях Украины, других стран СНГ, США, Англии, Германии, Чехии, Финляндии. Среди них Народный артист России В. Иоффе. В классе С. Г. Кочаряна учились лауреаты и дипломанты международных, всесоюзных и национальных конкурсов. Среди них Г. Вайнштейн — лауреат международного и национального конкурсов, Н. Удовиченко — лауреат международного конкурса, А. Мельник — лауреат международного конкурса, Э. Куприяненко — лауреат национальных конкурсов, О. Воробьева — лауреат международного конкурса, М. Тиунов — лауреат международного и национального конкурсов, Е. Данилова — лауреат национального конкурса, С. Шелест — лауреат национального конкурса, В. Ткаченко — лауреат национального конкурса, О. Чуйко — дипломант международного конкурса, Е. Амстибовский — дипломант всесоюзного и национального конкурсов, В. Китайгора — лауреат всеукраинских и международных конкурсов.
С 1968 по 1970 г. С. Г. Кочарян был деканом исполнительского факультета Харьковского института искусств. В 1970 г. был избран на должность зав. кафедрой камерного ансамбля и квартета, на которой проработал до 1986 г. В 1971 г. получил звание доцента, а в 1974 г. был избран на должность и. о. профессора кафедры оркестровых струнных инструментов, которой заведовал с 1989 г. до конца жизни. В 1990 г. ему было присвоено почётное звание Заслуженного деятеля искусств Украины, а в 1991 г. — учёное звание профессора. В 2006 г. С. Г. Кочарян был назван «Харьковчанином года», а также стал обладателем стипендии им. Н. Манойло и дипломантом 8-го областного конкурса «Высшая школа Харковщины — лучшие имена» в номинации «Заведующий кафедры».
Концертная и педагогическая деятельность С. Г. Кочаряна получила высокую оценку, которая нашла отражение в отзывах известных деятелей искусств. Среди них: народный артист СССР, лауреат государственных премий СССР и УССР, профессор А. Штогаренко; народный артист, председатель Союза композиторов Украины, профессор Е. Станкович; заслуженные деятели искусств Украины, профессора Д. Клебанов и И. Ковач; народная артистка Украины, профессор Т. Веркина, лауреаты международных конкурсов, профессора А. Горохов, В. Червов, А. Крыса; профессор В. Стеценко и др. Помимо этого, высокая оценка творчества С. Г. Кочаряна отражена в отечественных и зарубежных средствах массовой информации.
С. Г. Кочарян — участник боевых действий Великой Отечественной войны. Награждён «Орденом Отечественной войны II степени», двумя медалями «За боевые заслуги», «Медалью Жукова», медалью «Защитник Отечества» и другими медалями. Также награждён многими дипломами и грамотами Харьковского городского головы и Харьковской областной государственной администраций, а также Министерства культуры и туризма Украины.